# Ши Чжи
Ши Чжи (кит. 石祇, пиньинь Shí Zhǐ, ?—351) — последний император государства Поздняя Чжао.

## Биография
Ши Цзянь был сыном Ши Ху. О его жизни до смерти отца практически ничего не известно; на момент смерти отца он носил титул «Синьсинский князь» (新興王). Когда в 349 году Ши Минь возвёл на трон в Ечэне в качестве своей марионетки его брата Ши Цзяня, Ши Чжи поднял восстание против Ши Миня в старой столице Сянго (в нынешнем Синьтае в провинции Хэбэй) в союзе с вождями кянов — Яо Ичжуном, и ди — Пу Хуном.
Ши Минь — китаец по национальности — устроил резню некитайцев, вернул себе китайскую фамилию «Жань», казнил Ши Цзяня вместе с 28 внуками Ши Ху и остальными членами рода Ши, и провозгласил себя императором царства Вэй. После этого Ши Чжи провозгласил себя императором Чжао, и между Чжао и Вэй начались бои. Большинство генералов на прежней территории страны не принимали в них участия, ожидая, кто одержит победу, а соседние страны Ранняя Янь и Восточная Цзинь начали отбирать куски территории (в частности, яньские войска захватили север современной провинции Хэбэй и продолжили наступление на юг).
В 350 году Пу Хун сменил фамилию с «Пу» на «Фу», а в начале 351 года его сын Фу Цзянь, взявший под контроль западную часть Чжао, объявил себя правителем независимого государства Цинь; занятый борьбой против Жань Миня Ши Чжи ничего не мог с этим поделать. Стремясь получить помощь против осадивших Сянго вэйских войск, Ши Чжи понизил свой титул с императорского до княжеского, и запросил помощи у яньского правителя Мужун Цзюня. Тот согласился, и Ши Чжи отправил генерала Лю Сяня против войск Жань Миня, но тот не только был разбит ими, но и настолько перепугался, что согласился убить Ши Чжи. Вернувшись в Сянго, Лю Сянь арестовал Ши Чжи и высших сановников государства и убил их. Голова Ши Чжи была доставлена Жань Миню, который публично сжёг её на улице Ечэна. Государство Чжао прекратило своё существование.